# Eusmilia fastigiata
Eusmilia fastigiata es una especie de coral, dentro de la familia Meandrinidae, que pertenece al grupo de los corales duros, orden Scleractinia. 
Su esqueleto es macizo y está compuesto de carbonato cálcico. Tras la muerte del coral, su esqueleto contribuye a la generación de nuevos arrecifes en la naturaleza, debido a que la acción del CO2 convierte muy lentamente su esqueleto en bicarbonato cálcico, sustancia ésta asimilable directamente por las colonias coralinas. 

## Morfología
Las colonias de este coral forman montículos hemisféricos, con grupos de coralitos tubulares, cada grupo presenta de uno a tres centros de forma redonda a oval. Los coralitos se encuentran muy separados, y no hay presencia de tejido vivo en la base de grupos bien desarrollados. Los septos se distribuyen en dos órdenes alternos, los principales son exertos, largos y espaciados, con orillas lisas. Los costa están bien desarrollados. La columnela es trabecular y continua.
Los tentáculos son translúcidos y solo los extienden de noche. Son de dos tamaños, los que corresponden a los septos principales tienen bases anchas.
Las colonias presentan un color amarillo-marrón a gris, o azul-verdoso, y alcanzan los 50 cm. 

## Alimentación
Los pólipos contienen algas simbióticas llamadas zooxantelas. Las algas realizan la fotosíntesis produciendo oxígeno y azúcares, que son aprovechados por los pólipos, y se alimentan de los catabolitos del coral (especialmente fósforo y nitrógeno). Esto les proporciona del 70 al 95% de sus necesidades alimenticias, el resto lo obtienen atrapando plancton microscópico con sus tentáculos y materia orgánica disuelta en el agua.

## Reproducción
Se reproducen asexualmente mediante gemación, y sexualmente, lanzando al exterior sus células sexuales. En este tipo de reproducción, la mayoría de los corales liberan óvulos y espermatozoides al agua, siendo por tanto la fecundación externa. Los huevos, una vez en el exterior, permanecen a la deriva arrastrados por las corrientes varios días, más tarde se forma una larva plánula que, tras deambular por la columna de agua marina, y en un porcentaje de supervivencia que oscila entre el 15 y el 25 %, cae al fondo, se adhiere a él, y se transforma en pólipo. A continuación, secreta carbonato cálcico para construir un esqueleto, o coralito, comenzando su vida sésil. Posteriormente, se reproduce por gemación, dando origen a la colonia coralina.

## Galería

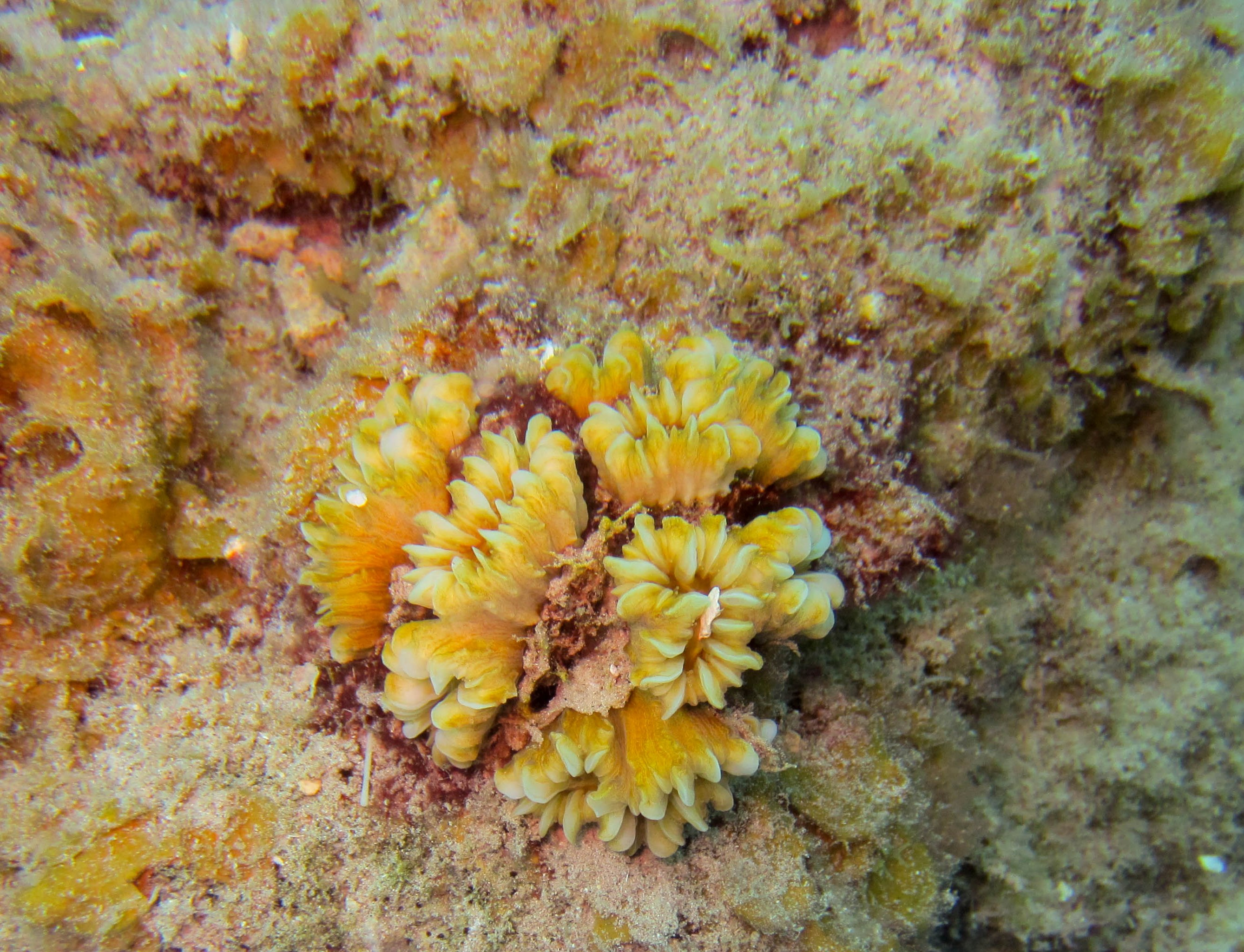
Pequeña colonia en Curaçao
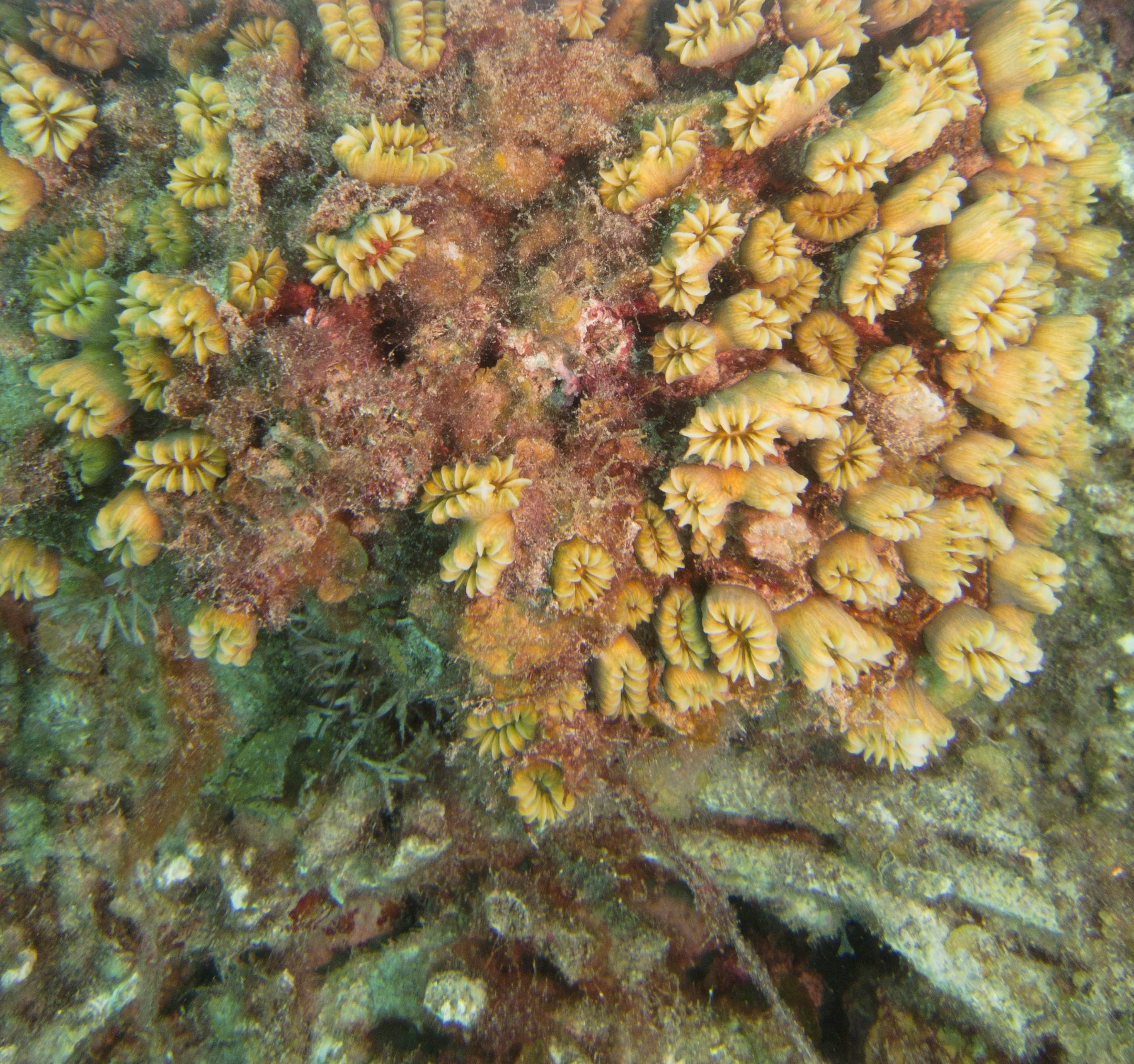
Colonia en Curaçao
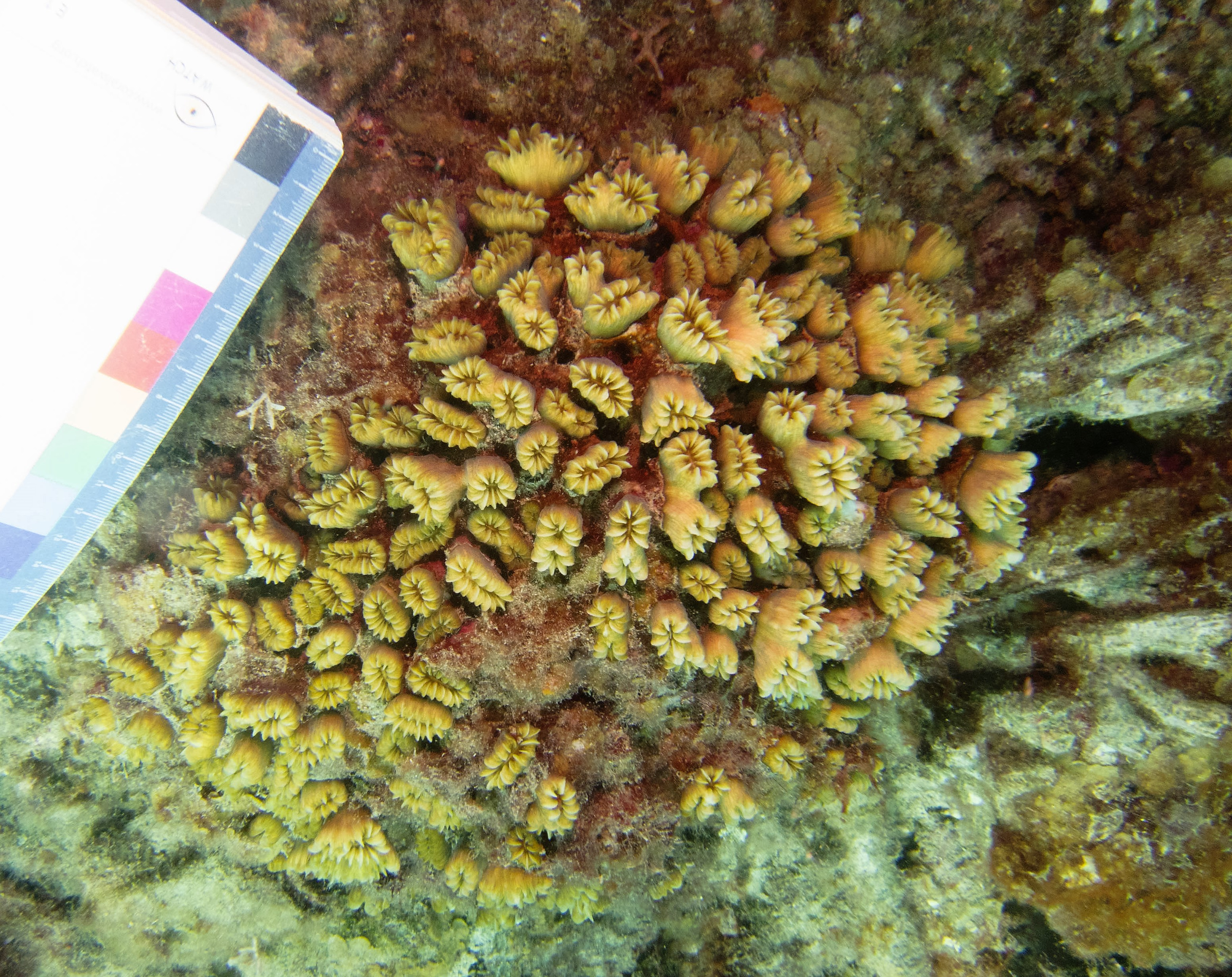
En Curaçao
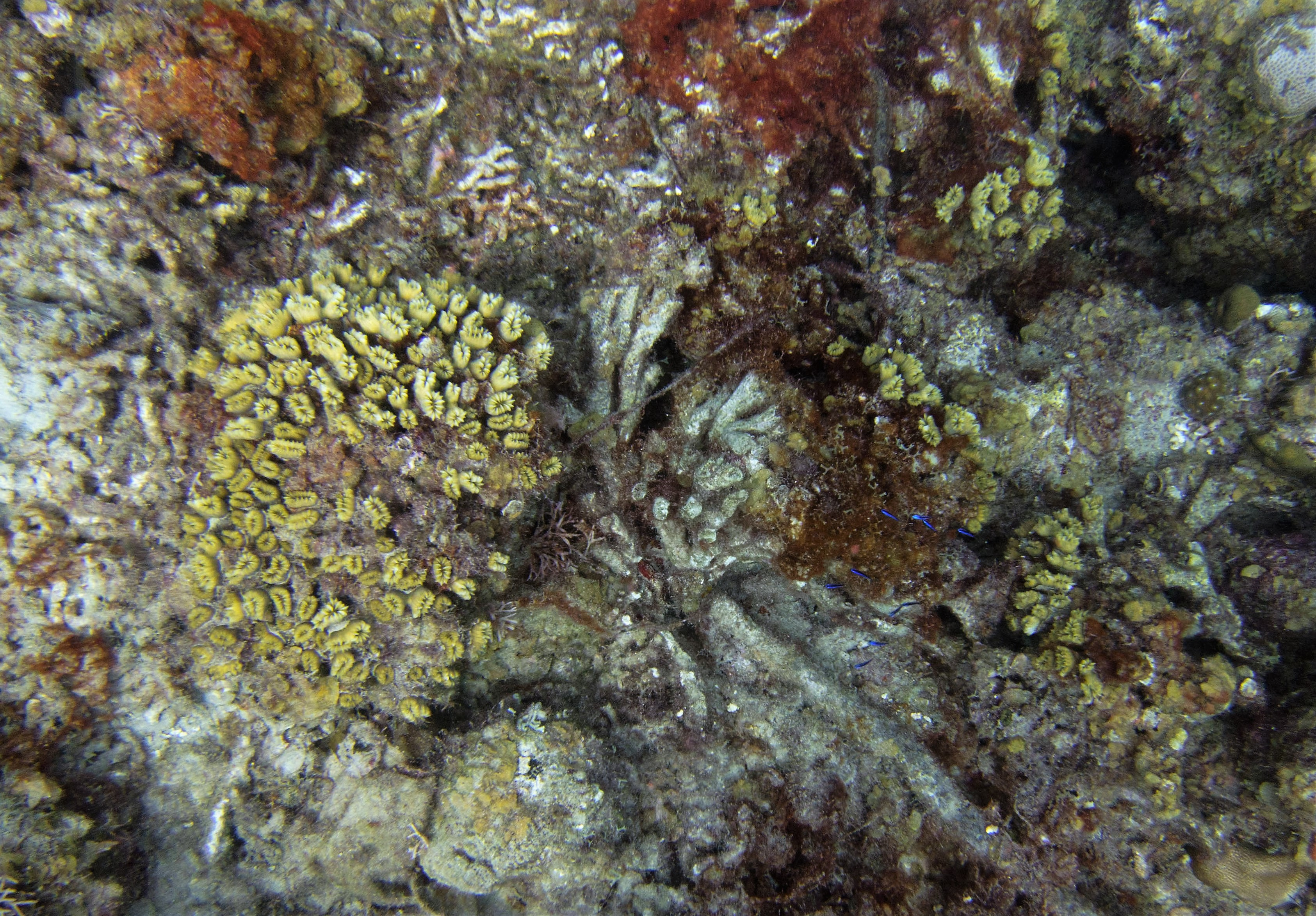
Creciendo entre escombros de coral muerto

## Hábitat
Habita la mayoría de los ambientes del arrecife, tanto en los frentes, como en las partes orientadas a la costa, preferiblemente en zonas sombreadas y protegidas. Se localiza entre 1 y 65 m de profundidad, más frecuente  entre los 10 y 25 m. En ocasiones, en profundidades intermedias, múltiples colonias cubren extensas áreas del arrecife.  

## Distribución geográfica
Ocurre en el Atlántico oeste tropical. Abundante u ocasional en el Caribe, siendo una especie común en el sur de la región; Florida y Bahamas; también al norte de Carolina del Norte. 
Es especie nativa de Anguila; Antigua y Barbuda; Bahamas; Barbados; Belice; Islas Bermudas; Bonaire, San Eustaquio y Saba; Islas Caimán; Colombia; Costa Rica; Cuba; Curaçao; Dominica; República Dominicana; Granada; Guadalupe; Haití; Honduras; Jamaica; México; Montserrat; Nicaragua; Panamá; San Bartolomé; San Cristóbal y Nieves; Santa Lucía; San Martín (parte francesa); San Vicente y las Granadinas; Sint Maarten (parte neerlandesa); Trinidad y Tobago; Islas Turcas y Caicos; Estados Unidos; Venezuela e Islas Vírgenes Británicas.